# Maserati Biturbo
De Maserati Biturbo was een reeks van personenauto's uit de hogere middenklasse die tussen 1981 en 1994 door de Italiaanse autofabrikant Maserati werden geproduceerd.
Alle Maserati-modellen die sinds het begin van de Biturbo in 1981 tot 1997 werden geïntroduceerd, inclusief de latere GT's zoals de Shamal en de Ghibli, waren gebaseerd op de originele Biturbo-architectuur.

## Geschiedenis

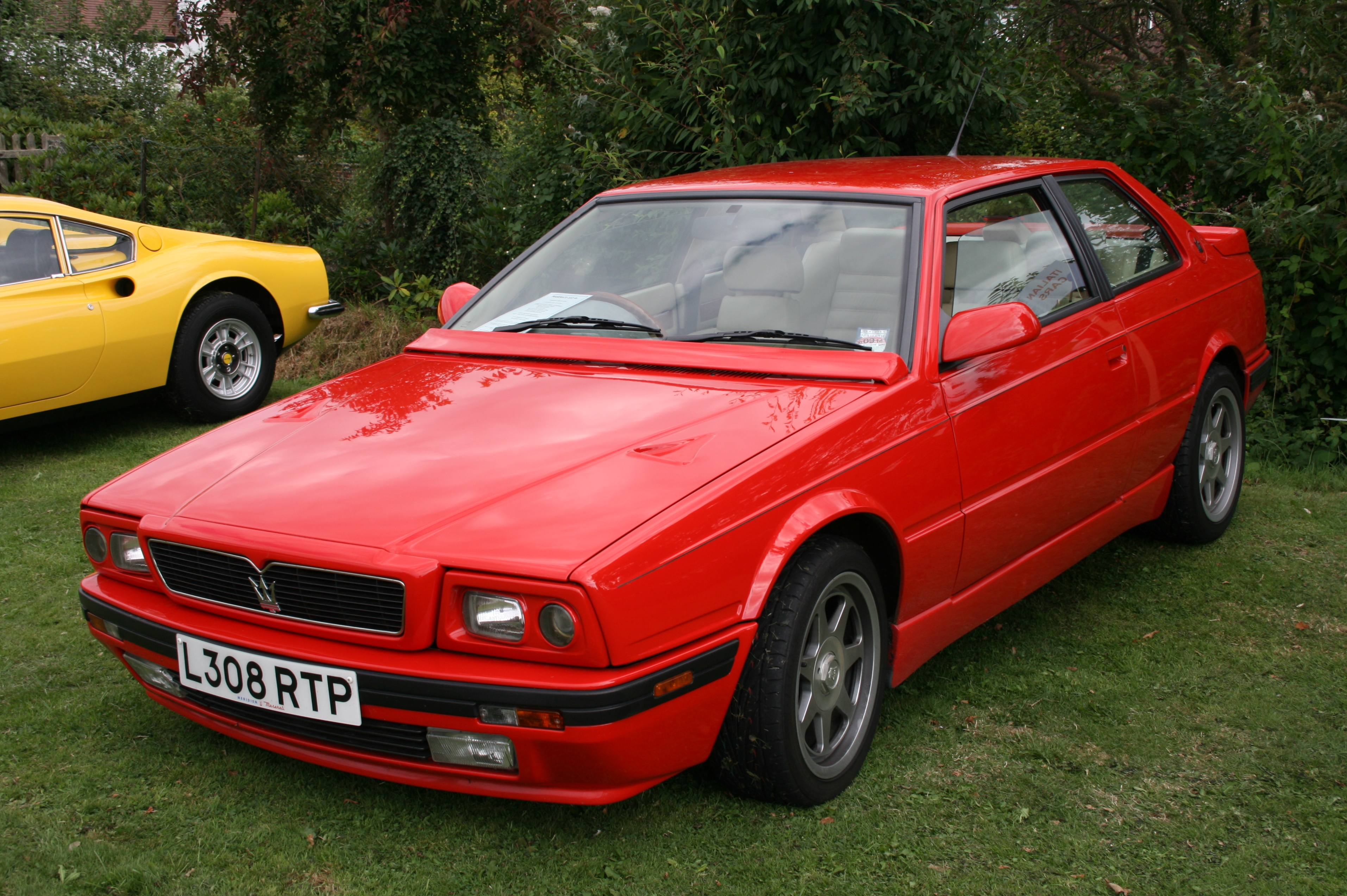
Maserati Biturbo (1991 facelift)

Toen Maserati in 1976 werd overgenomen door De Tomaso had deze laatste ambitieuze plannen met het merk: Maserati zou een betaalbare sportwagen op de markt brengen ter vervanging van de duurdere GT-modellen, zoals de Maserati Bora en de Maserati Khamsin die beide ontwikkeld werden toen Maserati nog eigendom was van Citroën.
Door een kleine turbomotor te gebruiken kon Maserati een behoorlijk vermogen tegen een relatief lage prijs afleveren in het segment van de hogere middenklasse. De motor nam betrekkelijk weinig plaats in onder de motorkap waardoor de Biturbo een compacte auto werd.
Tussen 1987 en 1989 werd een facelift doorgevoerd waardoor het originele hoekige ontwerp meer rondingen kreeg. Ook op mechanisch vlak werden diverse verbeteringen aangebracht aan de ophanging en de stuurbekrachtiging en werden de wagens voorzien van geventileerde schijfremmen vooraan.
In 1991 kreeg de Biturbo-reeks een tweede facelift met onder andere nieuwe koplampen en aerodynamische verbeteringen zoals een achterspoiler en een spoiler onderaan de voorruit die de ruitenwissers uit de wind zette.

## Biturbo Coupé

### Biturbo
De Biturbo, een tweedeurs 2+2 coupé, was het eerste model van de reeks dat werd geïntroduceerd in 1981. De naam Biturbo werd achterwegen gelaten bij de facelift in 1988.  In 1994 werd de tweedeurs coupé grondig herwerkt en ging dan voortaan door het leven als de Ghibli.
Wegens de zware belasting op auto's met grote motoren in Italië maakte Maserati een onderscheid tussen modellen voor de interne markt en modellen voor export. Modellen voor de thuismarkt waren voorzien van een 2,0L V6-motor. Modellen met een 2,5L en later met een 2,8L V6-motor bestemd voor de exportmarkt kregen een extra E. Zo waren de Biturbo en zijn sportievere variant de Biturbo S bestemd voor de Italiaanse markt terwijl de Biturbo E en Biturbo ES geëxporteerd werden. De Biturbo S kon herkend worden aan de dubbele luchtinlaat op de motorkap die de twee intercoolers van verse lucht voorzagen.
In 1985 kregen de diverse uitvoeringen een update en veranderde de naam in Biturbo II, Biturbo S II en Biturbo E II.
In 1986 werden de carburatoren vervangen door brandstofinjectie en kregen de modellen voor de Italiaanse markt de namen Biturbo i en Biturbo Si. De omschakeling naar injectie bracht ook een toename van het motorvermogen met zich mee.
| Type         | Motor     | Motor     | Motor                | Vermogen      | Jaartal   |
| Type         | Inhoud    | Cilinders | Brandstofvoorziening | Vermogen      | Jaartal   |
| ------------ | --------- | --------- | -------------------- | ------------- | --------- |
| Biturbo      | 1.996 cm³ | V6        | carburateur          | 132 kW/180 pk | 1981-1984 |
| Biturbo S    | 1.996 cm³ | V6        | carburateur          | 151 kW/205 pk | 1983-1984 |
| Biturbo II   | 1.996 cm³ | V6        | carburateur          | 132 kW/180 pk | 1985-1987 |
| Biturbo S II | 1.996 cm³ | V6        | carburateur          | 154 kW/210 pk | 1985-1986 |
| Biturbo i    | 1.996 cm³ | V6        | injectie             | 137 kW/187 pk | 1987-1990 |
| Biturbo Si   | 1.996 cm³ | V6        | injectie             | 162 kW/220 pk | 1987-1988 |

| Type             | Motor     | Motor     | Motor                | Vermogen      | Jaartal   |
| Type             | Inhoud    | Cilinders | Brandstofvoorziening | Vermogen      | Jaartal   |
| ---------------- | --------- | --------- | -------------------- | ------------- | --------- |
| Biturbo E        | 2.491 cm³ | V6        | carburateur          | 136 kW/185 pk | 1983-1987 |
| Biturbo ES       | 2.491 cm³ | V6        | carburateur          | 151 kW/205 pk | 1983-1987 |
| Biturbo S 2.5    | 2.491 cm³ | V6        | carburateur          | 132 kW/180 pk | 1984-1988 |
| Biturbo E II 2.5 | 2.491 cm³ | V6        | carburateur          | 136 kW/185 pk | 1985-1987 |
| Biturbo Si 2.5   | 2.491 cm³ | V6        | injectie             | 138 kW/188 pk | 1987-1991 |

### 222

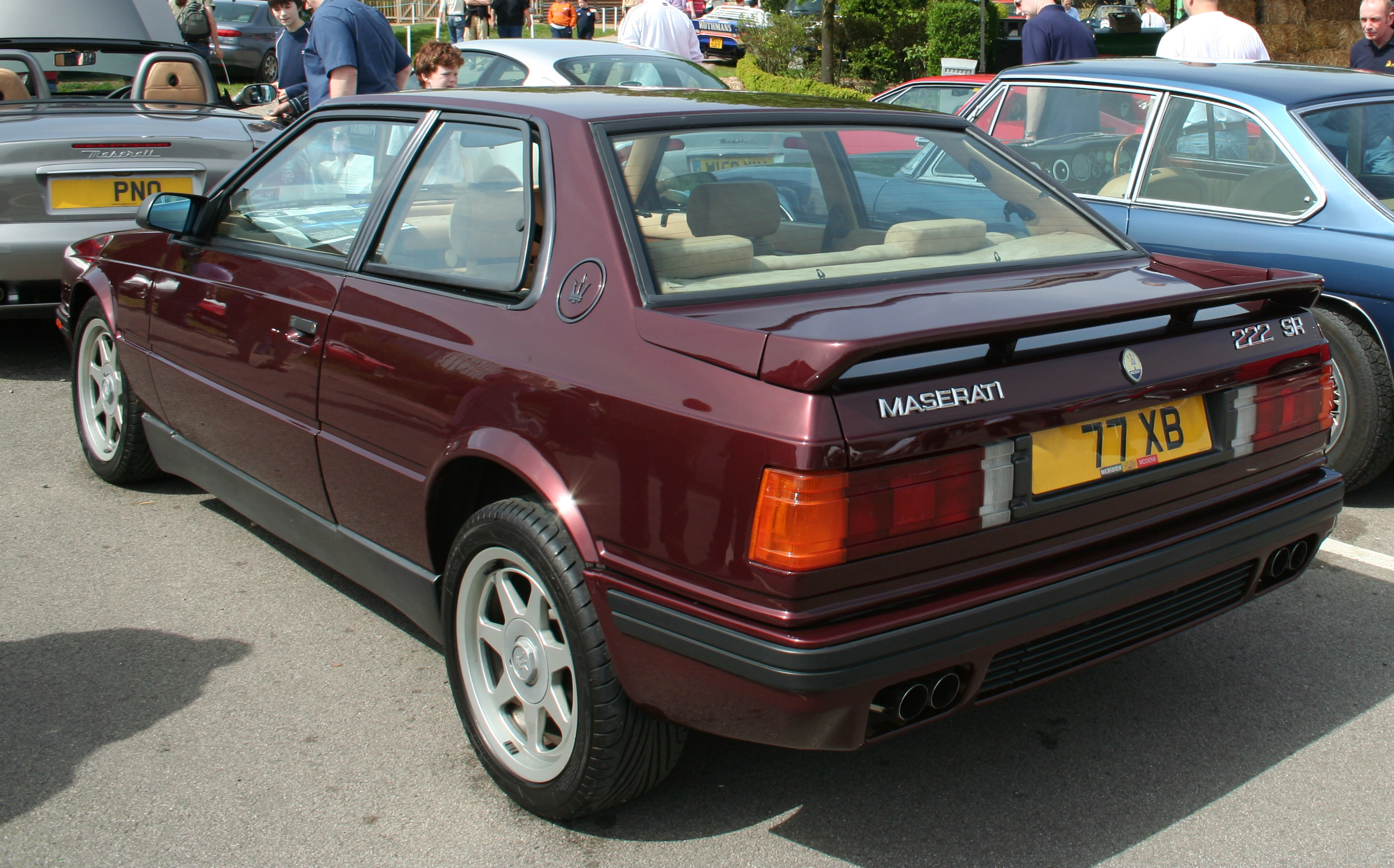
Maserati 222 SR (1994)

In 1988 kreeg de Biturbo Coupé een facelift en werd de naam gewijzigd in 222 (tweedeur, tweeliter motor, tweede generatie).  De 222 kreeg een minder hoekige motorkap en radiatorrooster, nieuwe buitenspiegels en een achterspoiler.
De exportversie, de 222 E, werd geleverd met een 2,8L V6-motor. In 1990 kreeg de Biturbo ES een opvolger met de 222 SE. Een jaar later werd de 222 SE vervangen door de 222 SR, die optioneel met een variabele ophanging kon verkregen worden.  Samen met de 222 SR kwam ook de 222 4v op de markt. Dit was een 222 SR met een 2,8L V6-motor met 4 kleppen per cilinder.
| Type | Motor     | Motor     | Motor                | Vermogen      | Opmerkingen | Jaartal   |
| Type | Inhoud    | Cilinders | Brandstofvoorziening | Vermogen      | Opmerkingen | Jaartal   |
| ---- | --------- | --------- | -------------------- | ------------- | ----------- | --------- |
| 222  | 1.996 cm³ | V6        | injectie             | 162 kW/220 pk | catalysator | 1988-1990 |

| Type   | Motor     | Motor     | Motor                | Vermogen      | Opmerkingen | Jaartal   |
| Type   | Inhoud    | Cilinders | Brandstofvoorziening | Vermogen      | Opmerkingen | Jaartal   |
| ------ | --------- | --------- | -------------------- | ------------- | ----------- | --------- |
| 222 E  | 2.790 cm³ | V6        | injectie             | 184 kW/250 pk |             | 1988-1990 |
| 222 E  | 2.790 cm³ | V6        | injectie             | 165 kW/225 pk | catalysator | 1988-1993 |
| 222 SE | 2.790 cm³ | V6        | injectie             | 184 kW/250 pk |             | 1990-1991 |
| 222 SE | 2.790 cm³ | V6        | injectie             | 165 kW/225 pk | catalysator | 1990-1991 |
| 222 SR | 2.790 cm³ | V6        | injectie             | 165 kW/225 pk | catalysator | 1991-1993 |
| 222 4v | 2.790 cm³ | V6        | injectie             | 205 kW/279 pk | catalysator | 1991-1994 |

### 2.24v
In december 1988 bracht Maserati de krachtigste versie van de Biturbo Coupé voor de Italiaanse markt uit: de 2.24v met een motor met 4 kleppen per cilinder. De 2.24v was het eerste model dat de bumpers met ingebouwde mistlampen kreeg en was voorzien van een zwart radiatorrooster en zwarte sierelementen.  De 2.24v werd geproduceerd tot 1993.
| Type     | Motor     | Motor     | Motor                | Vermogen      | Opmerkingen | Jaartal   |
| Type     | Inhoud    | Cilinders | Brandstofvoorziening | Vermogen      | Opmerkingen | Jaartal   |
| -------- | --------- | --------- | -------------------- | ------------- | ----------- | --------- |
| 2.24v    | 1.996 cm³ | V6        | injectie             | 180 kW/245 pk |             | 1988-1992 |
| 2.24v II | 1.996 cm³ | V6        | injectie             | 177 kW/240 pk | catalysator | 1991-1993 |

### Racing

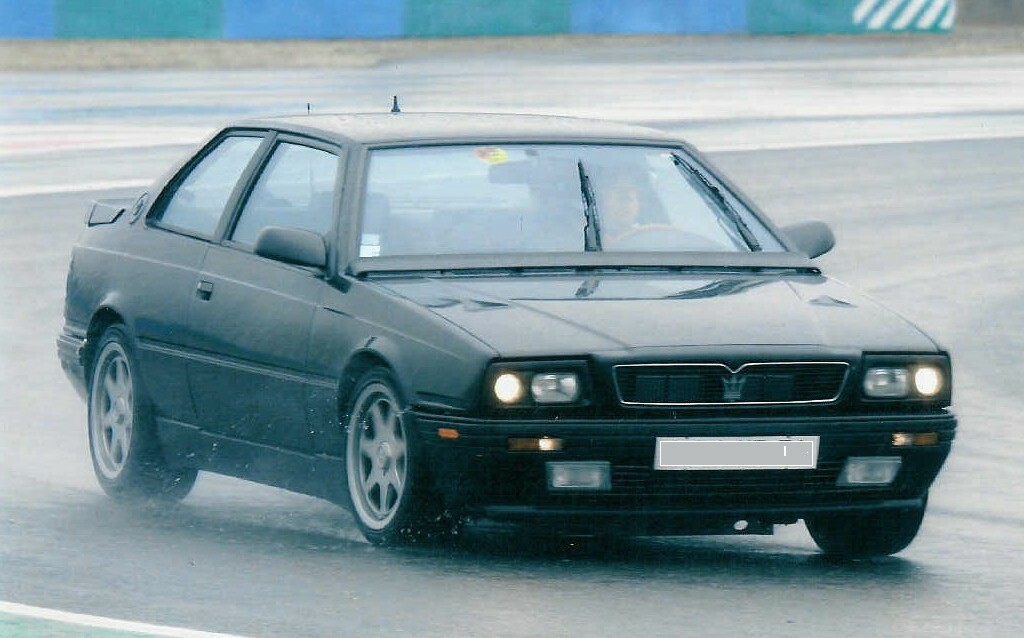
Maserati Racing (1991)

De Maserati Racing was een opgevoerde versie van de 2.24v en was bedoeld om het gat tussen de Biturbo en de Maserati Shamal op te vullen. Er werden in totaal 230 stuks van de Maserati Racing gebouwd tussen 1991 en 1992. Het vermogen van de motor werd opgevoerd tot 287 pk met een koppel van 374 Nm, goed voor een topsnelheid van 256 km/u.
| Type   | Motor     | Motor     | Motor                | Vermogen      | Opmerkingen | Jaartal   |
| Type   | Inhoud    | Cilinders | Brandstofvoorziening | Vermogen      | Opmerkingen | Jaartal   |
| ------ | --------- | --------- | -------------------- | ------------- | ----------- | --------- |
| Racing | 1.996 cm³ | V6        | injectie             | 210 kW/287 pk |             | 1991-1992 |

## Biturbo Sedan
Twee jaar na de introductie van de Biturbo werd een vierdeursversie onthuld. Hoewel de sedan een sterke gelijkenis met de rest van de Biturbo-reeks behield, stond de wagen op een langere wielbasis dan de coupé. De neus en de motorkap werden gedeeld met de tweedeursversie, de rest van de carrosserie was specifiek voor de sedan.

### 425 en 420
De eerste vierdeurs Biturbo, de 425, kwam in 1983 op de markt. De wagen was uitgerust met de 2,5L V6-motor. In 1985 kwamen daar de 420 en de 420 S bij, twee modellen met een 2,0L V6-motor specifiek voor de Italiaanse markt.  Net zoals de Biturbo S was de 420 S een sportievere uitvoering met een verbeterd rijgedrag, donkere sierelementen en luchtinlaten op de motorkap die verse lucht naar de intercoolers bliezen.
In 1986 werden ook bij de sedans de carburatoren vervangen door brandstofinjectie, wat aanleiding gaf tot de 425 i, de 420 i en de 420 Si. Ook de ophanging onderging nog enkele verbeteringen.
| Type   | Motor     | Motor     | Motor                | Vermogen      | Opmerkingen | Jaartal   |
| Type   | Inhoud    | Cilinders | Brandstofvoorziening | Vermogen      | Opmerkingen | Jaartal   |
| ------ | --------- | --------- | -------------------- | ------------- | ----------- | --------- |
| 420    | 1.996 cm³ | V6        | carburateur          | 132 kW/180 pk |             | 1985-1986 |
| 420 S  | 1.996 cm³ | V6        | carburateur          | 154 kW/210 pk |             | 1985-1987 |
| 420 i  | 1.996 cm³ | V6        | injectie             | 140 kW/190 pk |             | 1986-1988 |
| 420 Si | 1.996 cm³ | V6        | injectie             | 161 kW/220 pk |             | 1986-1988 |

| Type  | Motor     | Motor     | Motor                | Vermogen      | Opmerkingen | Jaartal   |
| Type  | Inhoud    | Cilinders | Brandstofvoorziening | Vermogen      | Opmerkingen | Jaartal   |
| ----- | --------- | --------- | -------------------- | ------------- | ----------- | --------- |
| 425   | 2.491 cm³ | V6        | carburator           | 147 kW/200 pk |             | 1983-1989 |
| 425 i | 2.491 cm³ | V6        | injectie             | 138 kW/188 pk | catalysator | 1987-1989 |

### 430

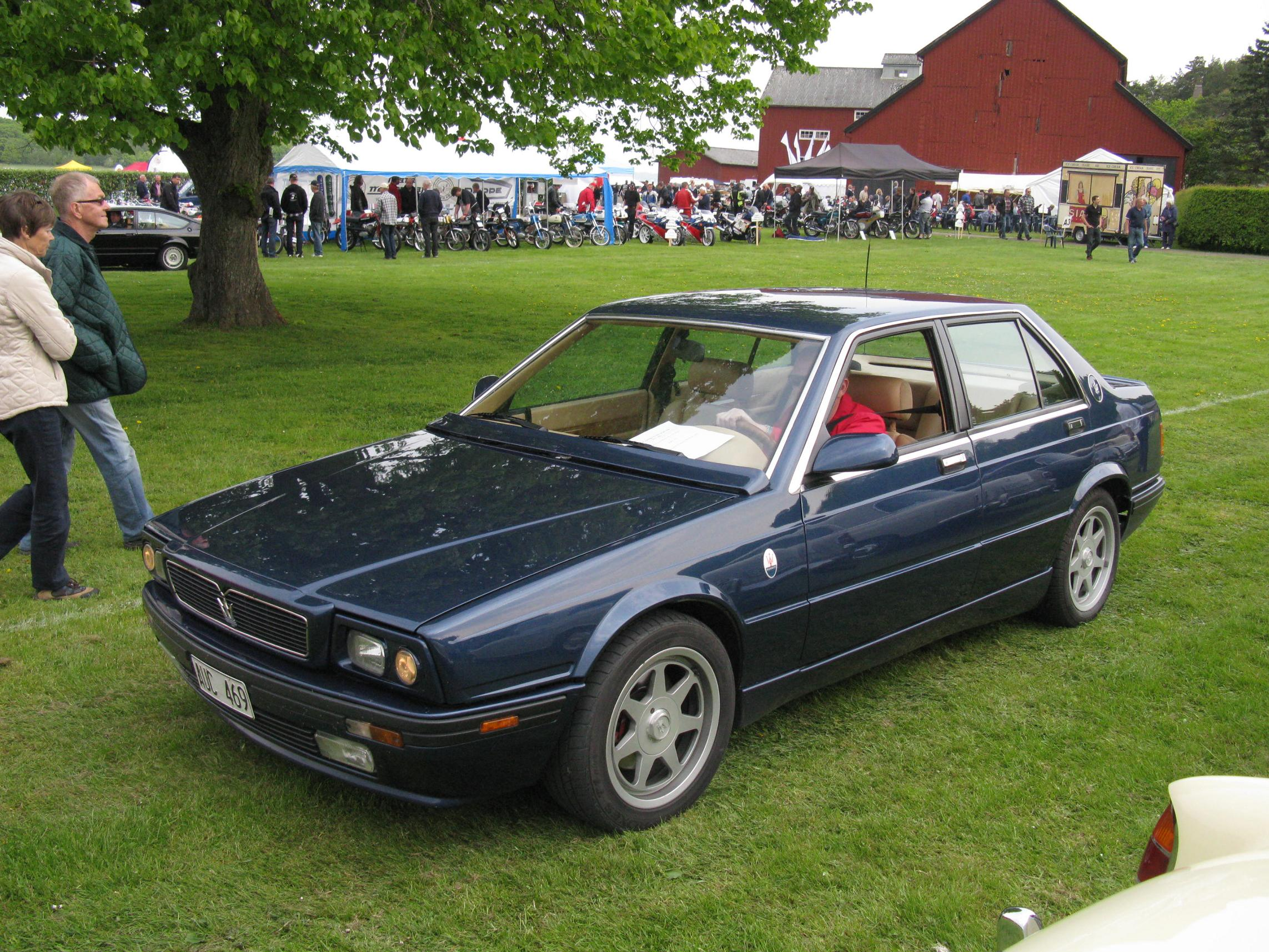
Maserati 430 4v (1994)

In 1987 lanceerde Maserati de 430.  Dit was het topmodel van de Biturbo sedan-reeks met de 2,8L V6-motor. De 430 had een volledig lederen interieur en een minder hoekige neus en motorkap. Dit ontwerp zou later, bij de eerste facelift in 1988, ook bij de andere Biturbo-modellen gebruikt worden.  Tot 1989 werd de 430 in parallel verkocht met de 425, daarna werd hij de vervanger ervan.
Vanaf 1991 was de 430 ook leverbaar met de 2,8L V6-motor met 4 kleppen per cilinder.  Deze 430 4v werd bovendien uitgerust met een aantal aerodynamische verbeteringen, waaronder een discrete spoiler aan de achterklep.
| Type   | Motor     | Motor     | Motor                | Vermogen      | Opmerkingen | Jaartal   |
| Type   | Inhoud    | Cilinders | Brandstofvoorziening | Vermogen      | Opmerkingen | Jaartal   |
| ------ | --------- | --------- | -------------------- | ------------- | ----------- | --------- |
| 430    | 2.790 cm³ | V6        | injectie             | 183 kW/250 pk |             | 1987-1994 |
| 430    | 2.790 cm³ | V6        | injectie             | 165 kW/225 pk | catalysator | 1991-1994 |
| 430 4v | 2.790 cm³ | V6        | injectie             | 206 kW/280 pk | catalysator | 1991-1994 |

### 422
Toen in 1988 bij de coupéversie de 222 de Biturbo opvolgde, werden ook bij de sedanversie de 420-modellen vervangen door de 422.  Dit was in feite een 420 Si met het vernieuwde radiatorrooster en nieuwe buitenspiegels en velgen.  In tegenstelling tot de 420 was de 422 alleen in basisuitvoering verkrijgbaar, er bestond geen sportievere variant.
| Type | Motor     | Motor     | Motor                | Vermogen      | Opmerkingen | Jaartal   |
| Type | Inhoud    | Cilinders | Brandstofvoorziening | Vermogen      | Opmerkingen | Jaartal   |
| ---- | --------- | --------- | -------------------- | ------------- | ----------- | --------- |
| 422  | 1.996 cm³ | V6        | injectie             | 162 kW/220 pk | catalysator | 1988-1992 |

### 4.24v
Naar analogie met de 2.24v kreeg ook de sedan met de 4.24v een 2.0L V6-motor met 4 kleppen per cilinder. In 1991 kreeg de wagen samen met de rest van het Biturbo-gamma een facelift en werd de 4.24v II. Door toevoeging van een catalysator had dit model iets minder vermogen dan zijn voorganger.
| Type     | Motor     | Motor     | Motor                | Vermogen      | Opmerkingen | Jaartal   |
| Type     | Inhoud    | Cilinders | Brandstofvoorziening | Vermogen      | Opmerkingen | Jaartal   |
| -------- | --------- | --------- | -------------------- | ------------- | ----------- | --------- |
| 4.24v    | 1.996 cm³ | V6        | injectie             | 180 kW/245 pk |             | 1990-1992 |
| 4.24v II | 1.996 cm³ | V6        | injectie             | 177 kW/240 pk | catalysator | 1991-1993 |

### 4.18v
De 4.18v werd geïntroduceerd in 1990 en was technisch en uiterlijk volledig identiek aan de 422, met het verschil dat de motor drie kleppen per cilinder had specifiek voor de Italiaanse markt. Tevens was de 4.18v de eerste Biturbo die standaard uitgerust was met ABS.  Met slechts 77 geproduceerde exemplaren is dit het zeldzaamste model van de Biturbo-reeks.
| Type  | Motor     | Motor     | Motor                | Vermogen      | Opmerkingen | Jaartal   |
| Type  | Inhoud    | Cilinders | Brandstofvoorziening | Vermogen      | Opmerkingen | Jaartal   |
| ----- | --------- | --------- | -------------------- | ------------- | ----------- | --------- |
| 4.18v | 1.996 cm³ | V6        | injectie             | 162 kW/220 pk |             | 1990-1993 |

## Biturbo Spyder
De cabrioversie van de Biturbo werd in 1984 voorgesteld op het autosalon van Turijn als de Spyder. De Spyder stond op een Biturbo-chassis met verkorte wielbasis. Hetzelfde chassis zou later ook nog gebruikt worden voor de Maserati Karif. De Spyder was zowel leverbaar met een 2,0L V6-motor voor de Italiaanse markt als met een 2,5L V6-motor voor de exportmarkt. In 1986 werd ook de Spyder voorzien van brandstofinjectie en werd het de Spyder i.
Na de eerste facelift in 1989 veranderde de naam in Spyder i 1990. Daarbij kreeg de wagen een meer afgerond radiatorrooster, aerodynamische buitenspiegels en nieuwe velgen.  Ook werd een viertraps-automaat als optie leverbaar.

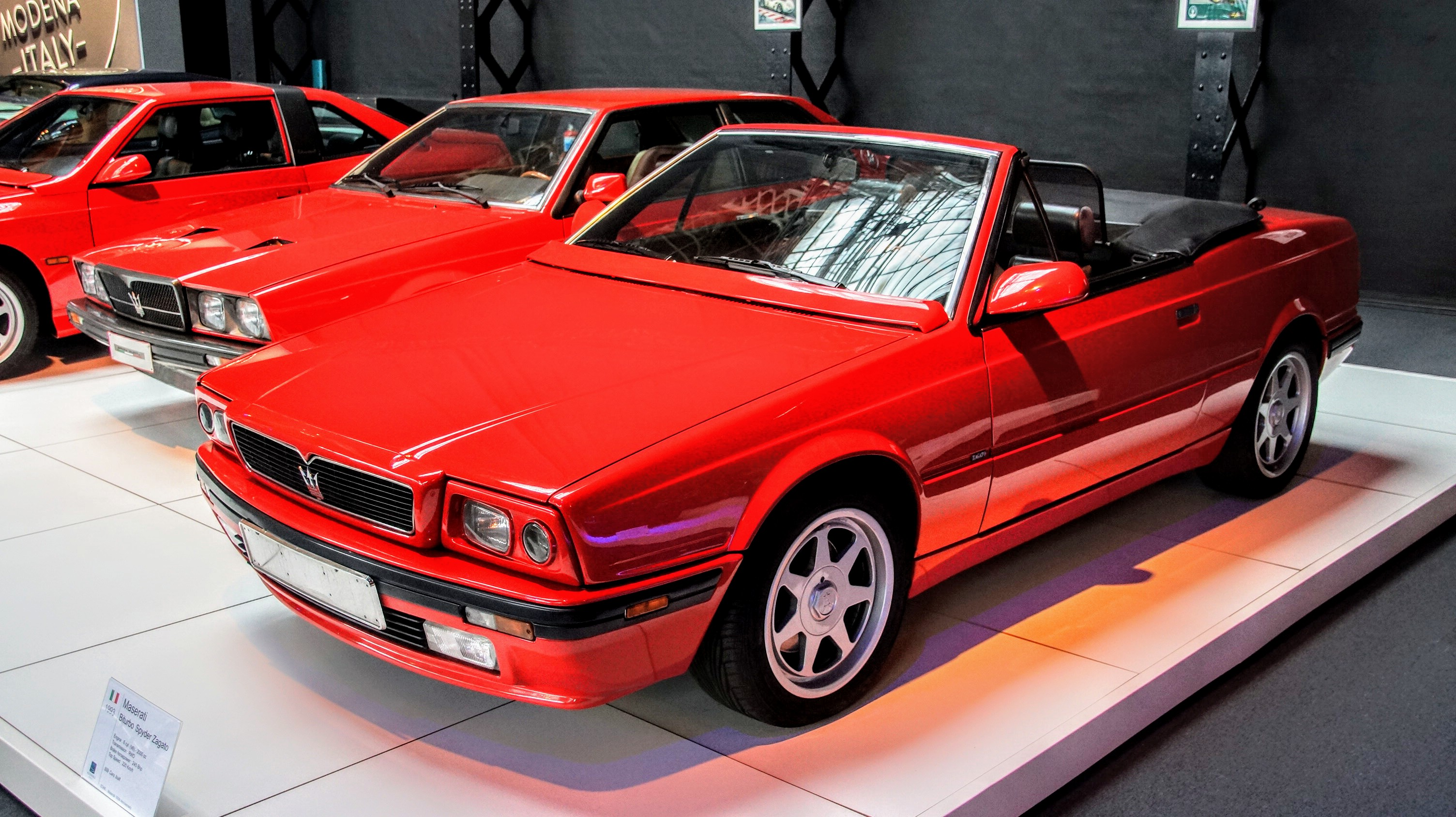
Maserati Spyder III

De tweede facelift, de Spyder III, kwam uit in 1991.  De Spyder III kreeg een nieuwe neus en motorkap, nieuwe koplampen met een behuizing in koetswerkkleur en een spoiler onderaan de voorruit die de ruitenwissers uit de wind zette.  De 2,0L V6-motoren kregen 4 kleppen per cilinder.
| Type        | Motor     | Motor     | Motor                | Vermogen      | Opmerkingen | Jaartal   |
| Type        | Inhoud    | Cilinders | Brandstofvoorziening | Vermogen      | Opmerkingen | Jaartal   |
| ----------- | --------- | --------- | -------------------- | ------------- | ----------- | --------- |
| Spyder      | 1.996 cm³ | V6        | carburateur          | 124 kW/180 pk |             | 1984-1988 |
| Spyder i    | 1.996 cm³ | V6        | injectie             | 138 kW/185 pk |             | 1986-1988 |
| Spyder i 90 | 1.996 cm³ | V6        | injectie             | 164 kW/220 pk |             | 1989-1991 |
| Spyder III  | 1.996 cm³ | V6        | injectie             | 183 kW/245 pk |             | 1991-1994 |
| Spyder III  | 1.996 cm³ | V6        | injectie             | 179 kW/240 pk | catalysator | 1991-1994 |

| Type            | Motor     | Motor     | Motor                | Vermogen      | Opmerkingen | Jaartal   |
| Type            | Inhoud    | Cilinders | Brandstofvoorziening | Vermogen      | Opmerkingen | Jaartal   |
| --------------- | --------- | --------- | -------------------- | ------------- | ----------- | --------- |
| Spyder 2500     | 2.491 cm³ | V6        | carburateur          | 143 kW/192 pk | catalysator | 1984-1988 |
| Spyder i 2500   | 2.491 cm³ | V6        | injectie             | 140 kW/188 pk | catalysator | 1988-1989 |
| Spyder iE 90    | 2.790 cm³ | V6        | injectie             | 186 kW/250 pk |             | 1989-1991 |
| Spyder iE 90    | 2.790 cm³ | V6        | injectie             | 168 kW/225 pk | catalysator | 1989-1991 |
| Spyder III 2800 | 2.790 cm³ | V6        | injectie             | 168 kW/225 pk | catalysator | 1991-1994 |

## Maserati 228
De Maserati 228 was een tweedeurs GT-coupé in de Biturbo-reeks. Deze luxueuze uitvoering mikte op dezelfde markt van de grote Maserati GT's uit het verleden, zoals de 3500 GT en de Mexico.
De 228 werd in 1986 voorgesteld op het autosalon van Turijn.  De wagen stond op het chassis met langere wielbasis van de Biturbo sedans en werd aangedreven door de 2,8L V6-motor met brandstofinjectie en drie kleppen per cilinder.  Een viertrapsautomaat was leverbaar in optie. De 228 was langer en breder dan de tweedeurs Biturbo's en het interieur was met meer luxe afgewerkt.
| Type | Motor     | Motor     | Motor                | Vermogen      | Opmerkingen | Jaartal   |
| Type | Inhoud    | Cilinders | Brandstofvoorziening | Vermogen      | Opmerkingen | Jaartal   |
| ---- | --------- | --------- | -------------------- | ------------- | ----------- | --------- |
| 228  | 2.789 cm³ | V6        | injectie             | 184 kW/250 pk |             | 1987-1991 |
| 228  | 2.789 cm³ | V6        | injectie             | 165 kW/225 pk | catalysator | 1987-1991 |

## Kwaliteitsproblemen
De eerste drie jaar werd de Biturbo geplaagd door tal van kwaliteitsproblemen. Door het initiële succes en de daaruitvolgende snelle groei van het productievolume liet de afwerking van de carrosserie te wensen over en kampten de wagens met roestproblemen. Ook de elektronica was verre van betrouwbaar.  Maar het waren vooral de motoren met carburator die bijzonder fragiel bleken en veel onderhoud vereisten, met een oliewissel om de 5000 km en elke drie jaar een nieuwe distibutieriem.